# Uh Huh Her (album)
Uh Huh Her è il sesto album in studio della cantautrice britannica PJ Harvey, uscito in commercio nel maggio 2004.

## Tracce
1. The Life And Death Of Mr Badmouth – 4:53
2. Shame – 2:33
3. Who The Fuck? – 2:09
4. Pocket Knife – 3:44
5. The Letter – 3:22
6. The Slow Drug – 3:25
7. No Child Of Mine – 1:08
8. Cat On The Wall – 3:03
9. You Come Through – 2:48
10. It's You – 4:13
11. The End – 1:23
12. The Desperate Kingdom Of Love – 2:44
13. Seagulls – 1:11
14. The Darker Days Of Me And Him – 4:34

## Classifiche
| Classifica (2021) | Posizione massima |
| ----------------- | ----------------- |
| Grecia            | 71                |